# Yamanakako
Yamanakako (山中湖村?) è un villaggio giapponese della prefettura di Yamanashi.